# Maria Rosalia Bonheur
Marie Rosalie Bonheur (22. března 1822 Bordeaux, Francie – 25. května 1899 Thomery) byla francouzská malířka, známá zejména realistickým ztvárněním zvířat v jejich přirozeném prostředí. Bonheurová se stala vůbec první umělkyní – držitelkou řádu Čestné legie, který obdržela v roce 1865. V roce 1894 byla jako první žena jmenována rytířkou tohoto řádu.

## Život a dílo
Její otec Raymond Bonheur byl učitelem kreslení a své čtyři děti vedl k umělecké dráze. Rosa už v útlém věku kreslila, především ovce a další domácí zvířata. V roce 1827 se rodina přestěhovala do Paříže. Otec byl stoupencem učení sociálního teoretika Henri de Saint-Simona a přesvědčeným socialistou. Opustil rodinu, aby sdílel myšlenky hnutí v klášteře v Ménilmontant.  Matka, která se starala o čtyři děti, pracovala jako švadlena. Zemřela v roce 1833 a rodina se rozpadla. S otcem zůstala jen Rosa, která se měla učit švadlenou. Brzy se však  projevilo její umělecké nadání a otec souhlasil, aby z ní byla malířka. Vzal  ji do svého ateliéru, formoval její malířskou cestu. Rosa s oblibou malovala přírodu a zvířata, zejména koně a dobytek. V roce 1836 patřila k nejmladším lidem, kteří studovali malbu a sochařství v Louvru. Rosa Bonheurová již v 17 letech přispívala do rodinného rozpočtu malováním kopií v Louvru i svými obrazy. V roce 1841 poprvé vystavovala na pařížském Salonu dva obrazy (Kozy a ovce, Zajíci).
Zpočátku nebyla jako malířka příliš uznávána a zlom přišel až v roce 1845, kdy dostala medaili za práci vystavenou v Pařížském salonu. Poté už její kariéra stoupala, v roce 1848 dostala zlatou medaili Salonu za obraz Voli a býci, plemeno Cantal (Bœufs et Taureaux, Race du Cantal) a to jí pomohlo získat zakázku od francouzské vlády na dílo se zemědělskou tematikou. Obraz Orání v Nivernais (Labourage nivernais) sklidil na Salonu v roce 1849 velký úspěch, a přestože měl být původně věnován městu Lyon, bylo rozhodnuto, že zůstane natrvalo v Paříži.
Po smrti svého otce v roce 1849 ho Bonheurová nahradila ve funkci ředitelky Svobodné školy kreslení pro mladé dívky.  Tuto funkci zastávala až do roku 1860. Se svou společnicí Nathalie Micasovou si také otevřela vlastní atelier.
Podrobně se věnovala studiu anatomie zvířat. Kreslila na jatkách, farmách, trzích s dobytkem, ve volné přírodě. V roce 1850 podnikla výlet do Pyrenejí, odkud si přivezla mnoho studií horských pastvin se zvířaty, které používala během své kariéry.‎ Několikrát pobývala v oblasti Auvergne, tamní krajina je zachycena na obraze Senoseč v Auvergne (La Fenaison en Auvergne), který představila na světové výstavě v roce 1855. Důležitý pro její tvorbu byl pravdivý pohled na přírodu, její styl malby byl realistický. Kreslila množství studií a nákresů, které pak používala pro vytváření kompozic na plátně. Díky svému velkému technickému mistrovství dokázala ztvárnit anatomii i psychologii zvířat. Formáty jejích obrazů byly různé, od velmi malých až po monumentální díla, nejčastěji panoramatická a dynamická, i realistické  portréty zvířat v životní velikosti.
V roce 1853 způsobila v Salonu senzaci svým velkoformátovým obrazem Koňský trh (Le Marché aux chevaux). Porota vyzvedla její mimořádný talent a udělila jí výsadu napříště vystavovat své obrazy v Salonu bez předchozího schvalovacího řízení. Po tomto úspěchu získala mezinárodní uznání, které jí vyneslo turné po Belgii a Anglii. Variantu obrazu si zakoupila dokonce i královna Viktorie. Podle něho byly vytvořeny také mnohé rytiny, které šířily její slávu do mnoha evropských zemí. 

Bonheurová se dokázala spojit s významnými obchodníky a sběrateli, aby se prosadila na trhu s uměním a získala finanční a tvůrčí nezávislost. Z prodeje obrazů získala značný majetek, což jí umožnilo  koupit panství se zámkem v By poblíž Thomery v departementu Seine-et-Marne. Přestěhovala se tam v roce 1859. Ve velkém domě měla atelier a také chovala různá zvířata včetně lva, jelena, gazely, ovcí a koní.  Žila tam se svou dlouholetou přítelkyní a společnicí Nathalií Micasovou a po její smrti v roce 1889 s americkou malířkou Annou Klumpkeovou. Bonheurová ji pozvala do By, aby namalovala její portrét.  Z dlouhých rozhovorů, které spolu vedly, a dalších osobních dokumentů  zpracovala Klumpkeová životopis, který byl v roce 1908 vydán knižně a vyjadřuje její morální odkaz.

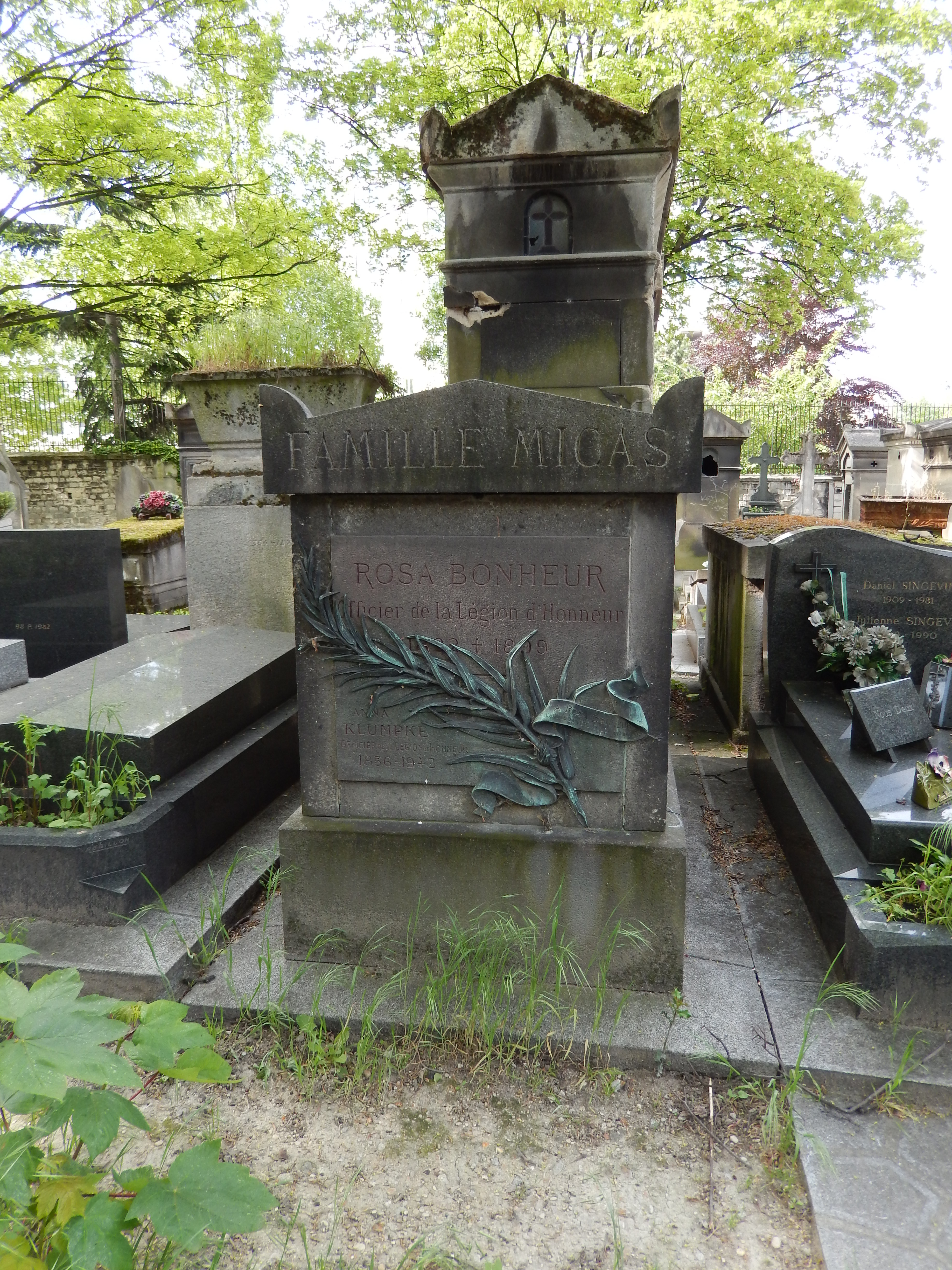
Hrob Rose Bonheurové

Byla nekonvenční a emancipovaná, věřila na ženskou rovnoprávnost. Nikdy se neprovdala, nechtěla se podřizovat manželovi. Chtěla mít svobodu, aby se mohla plně věnovat umění, kterým si zajistila finanční nezávislost. Svůj chlapecký vzhled si udržovala celý život, nosila krátké vlasy, kouřila cigarety a doutníky. Podala žádost, aby mohla nosit kalhoty, což bylo v té době pro ženy neobvyklé.
Když v roce 1889 navštívil Paříž Buffalo Bill se svou Wild West Show, Bonheurová se s ním spřátelila a namalovala jeho  jezdecký portrét. Zajímal ji život Indiánů, krajina divokého západu i zvířata, hlavně bizoni.
V roce 1865 ji císařovna Evženie vyznamenala Řádem čestné legie. Během francouzsko-pruské války roku 1870 nařídila německá vláda svým vojákům, aby opustili ateliér malířky a nechali jej nedotčený.
Rosa Bonheurová zemřela na zápal plic v květnu 1899 ve svém domě v Thomery (By). Je pohřbena v Paříži na hřbitově Père-Lachaise společně se svými partnerkami.
Dědičkou a vykonavatelkou závěti byla  Anna Klumpkeová. V roce 1924 otevřela muzeum Rosy Bonheurové v By  a založila uměleckou školu, která nabízela výuku umění ženám.

## Galerie

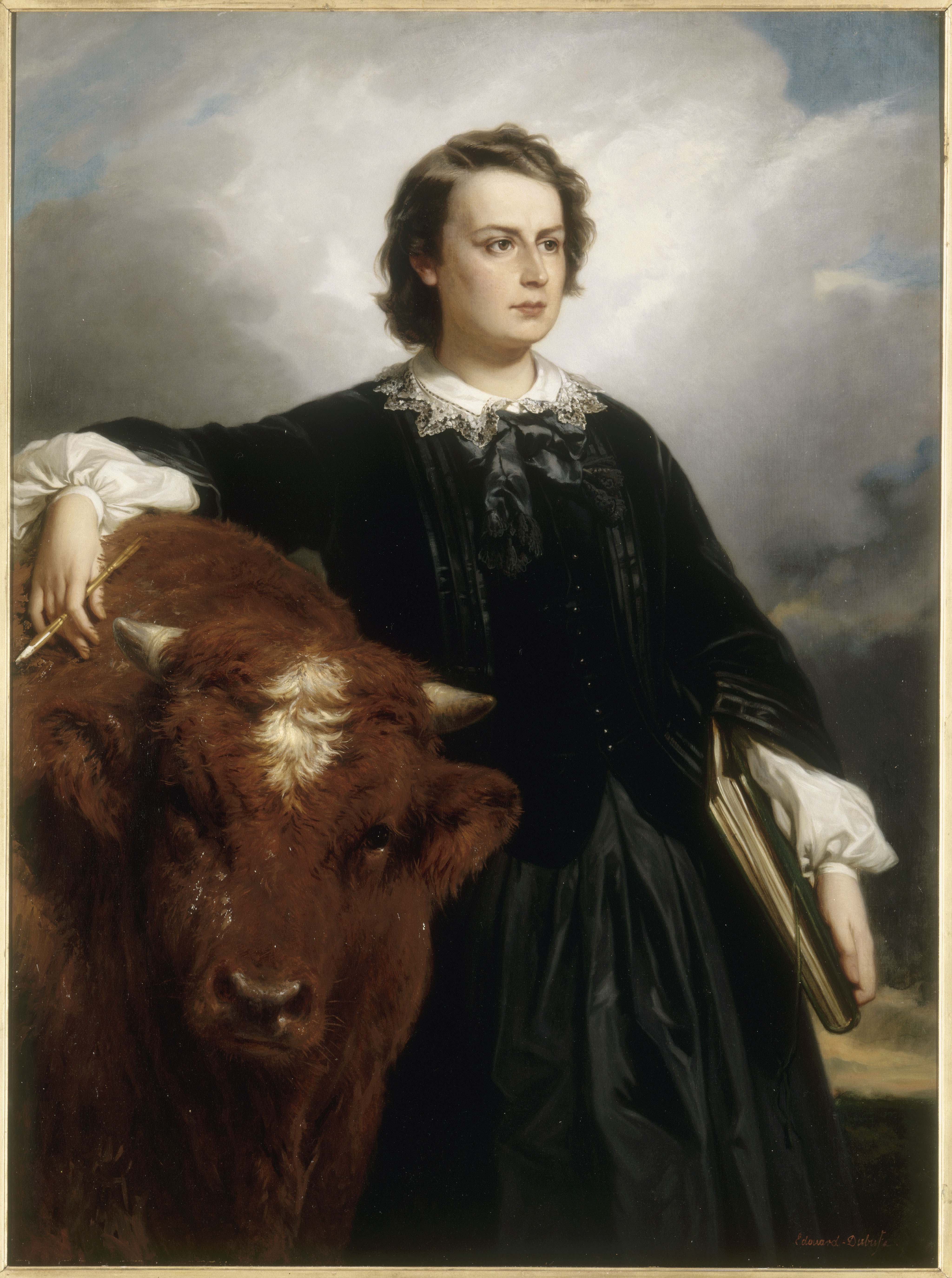
Rosa Bonheurová se zvířetem (Édouard-Louis Dubufe)
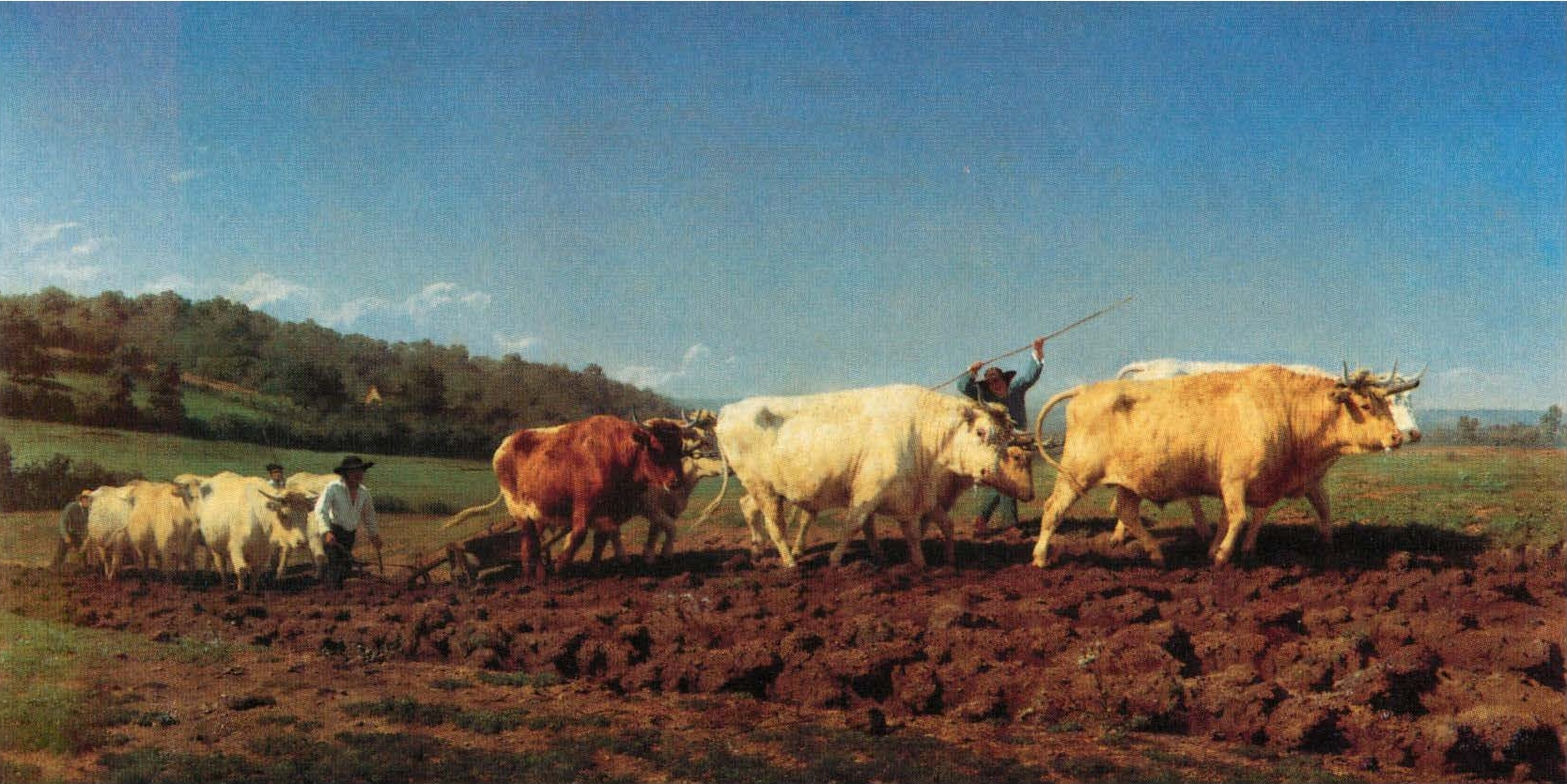
Orání v Nivernais (1849)
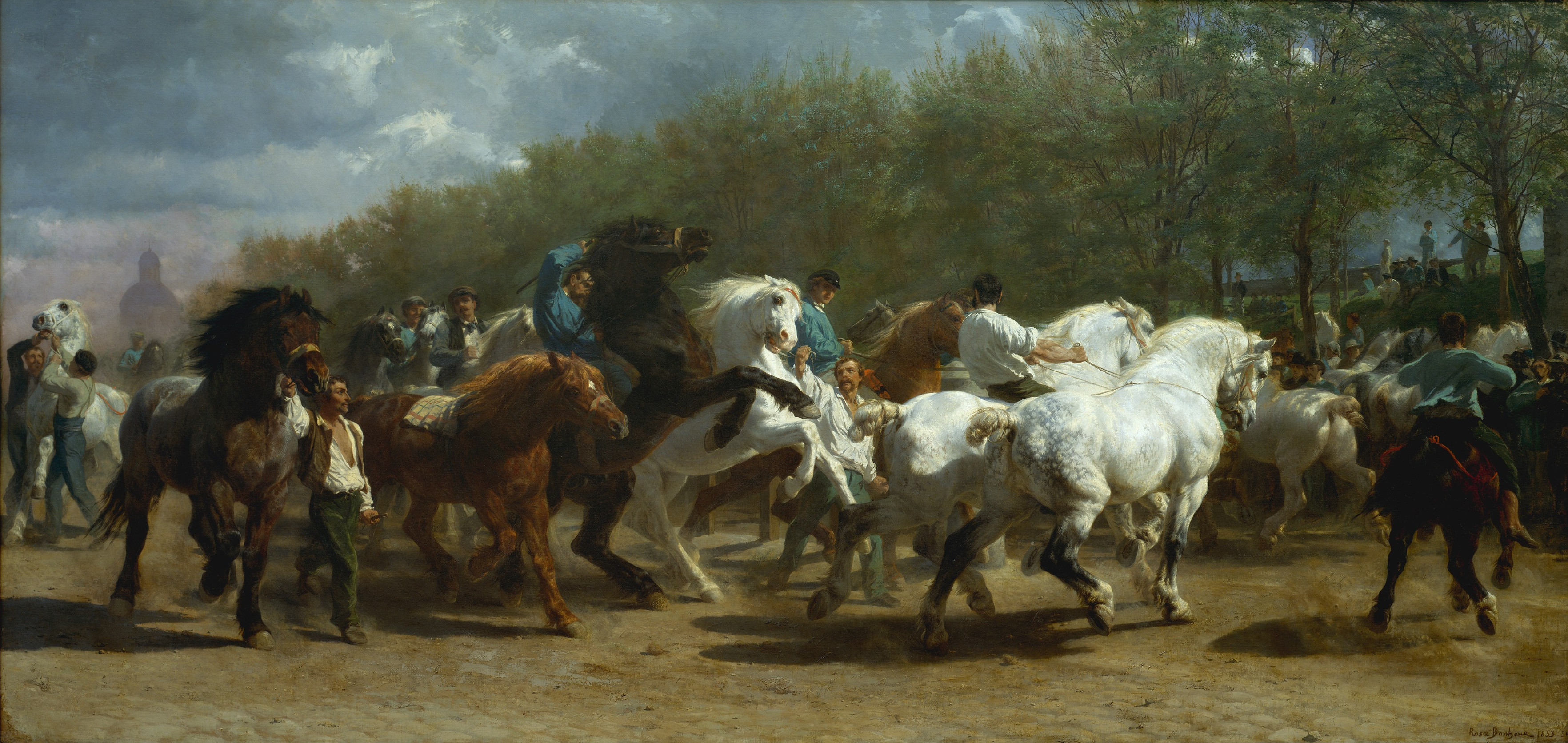
Koňský trh (1855)
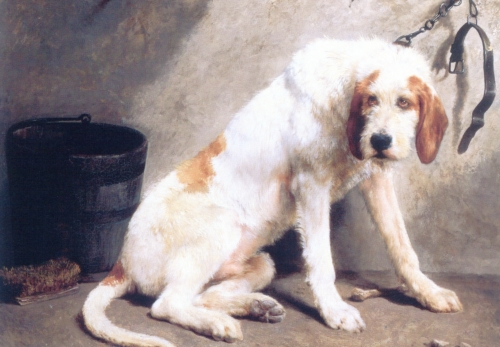
Grand Griffon Vendeen
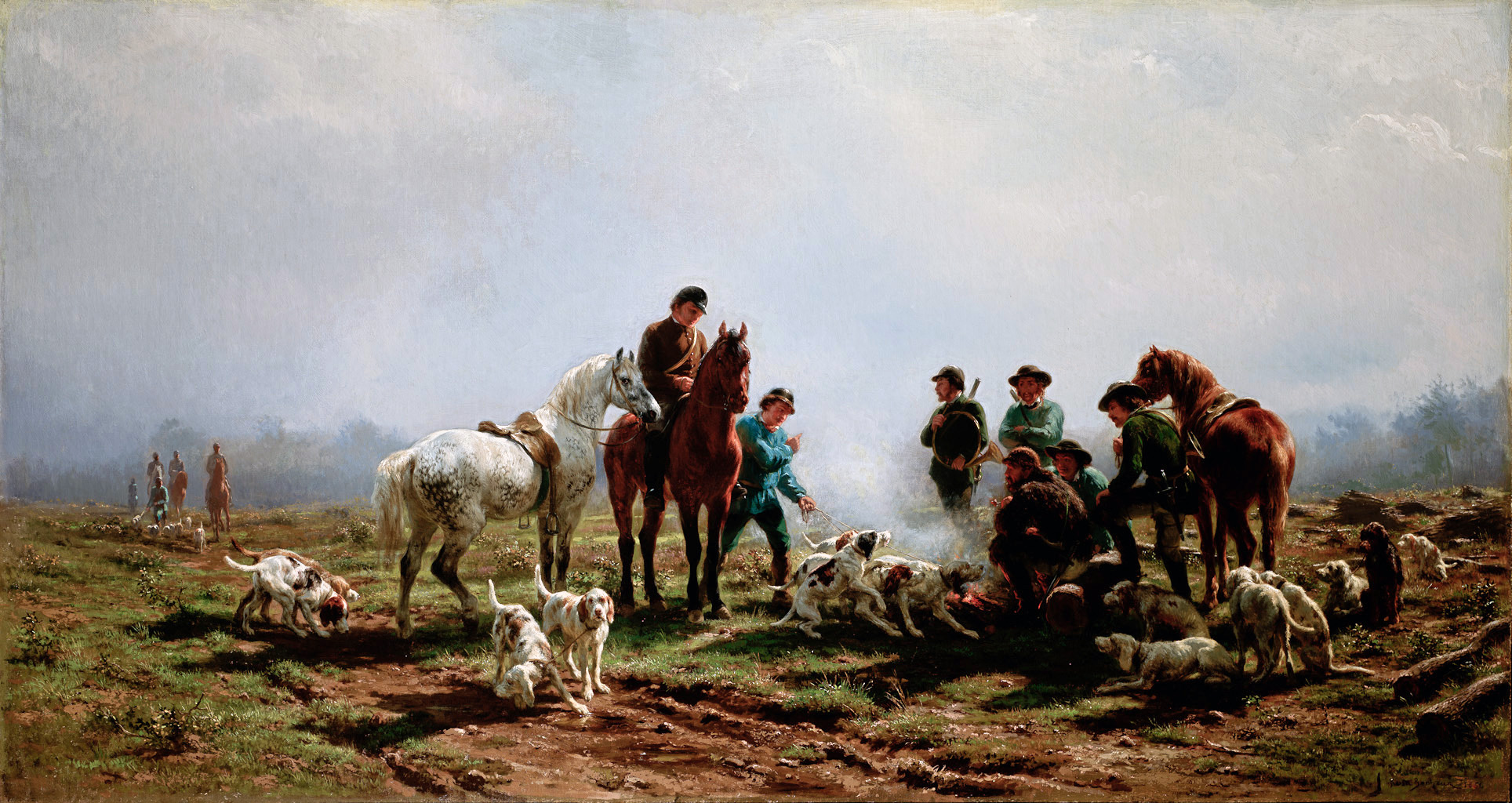
Shromáždění na lovu (1856)
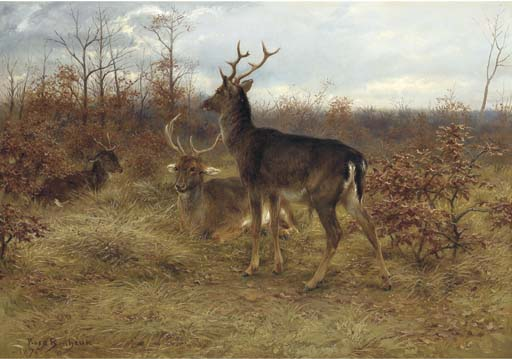
Tři jeleni v lesní krajině (1875)
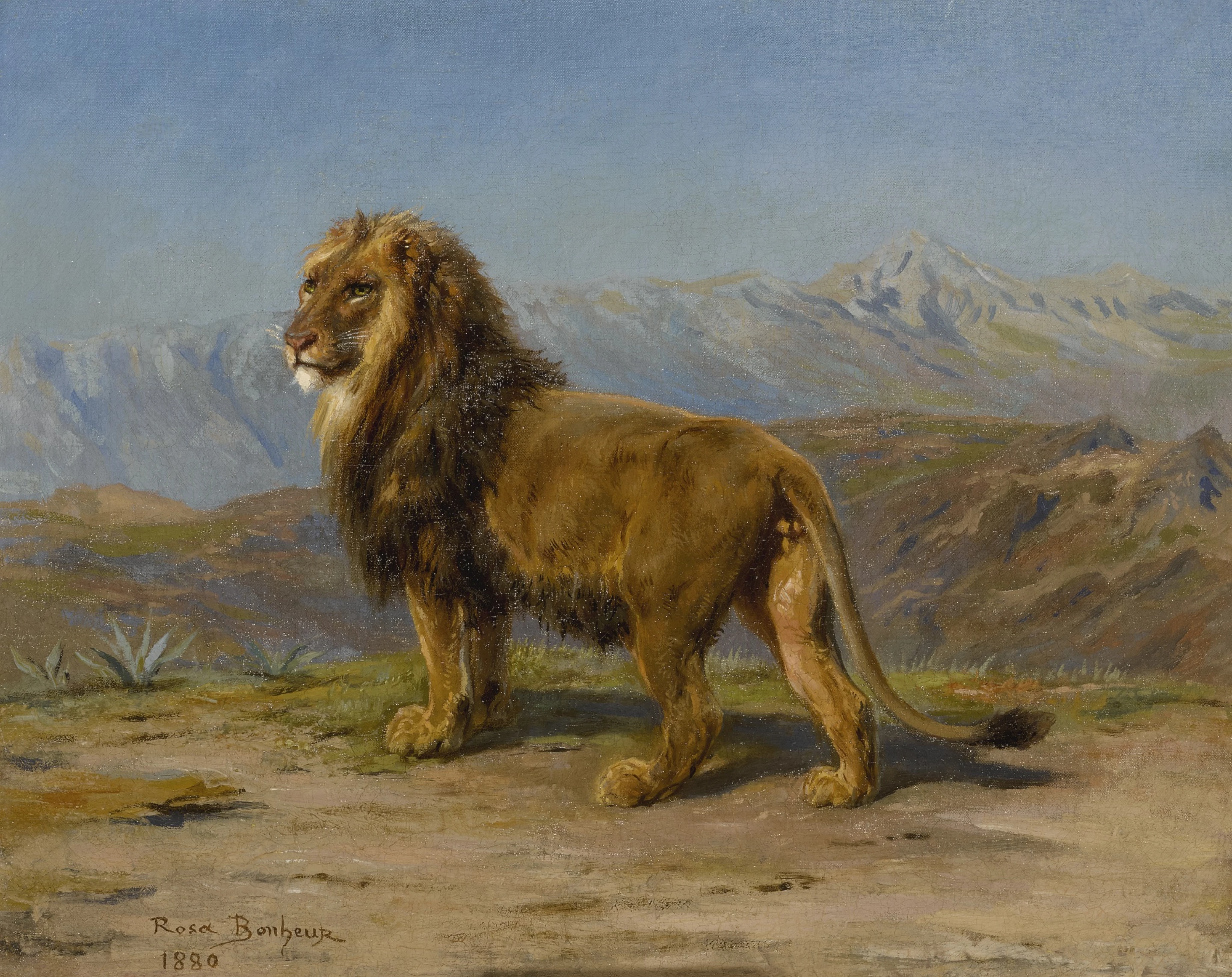
Lev v horské krajině (1880)
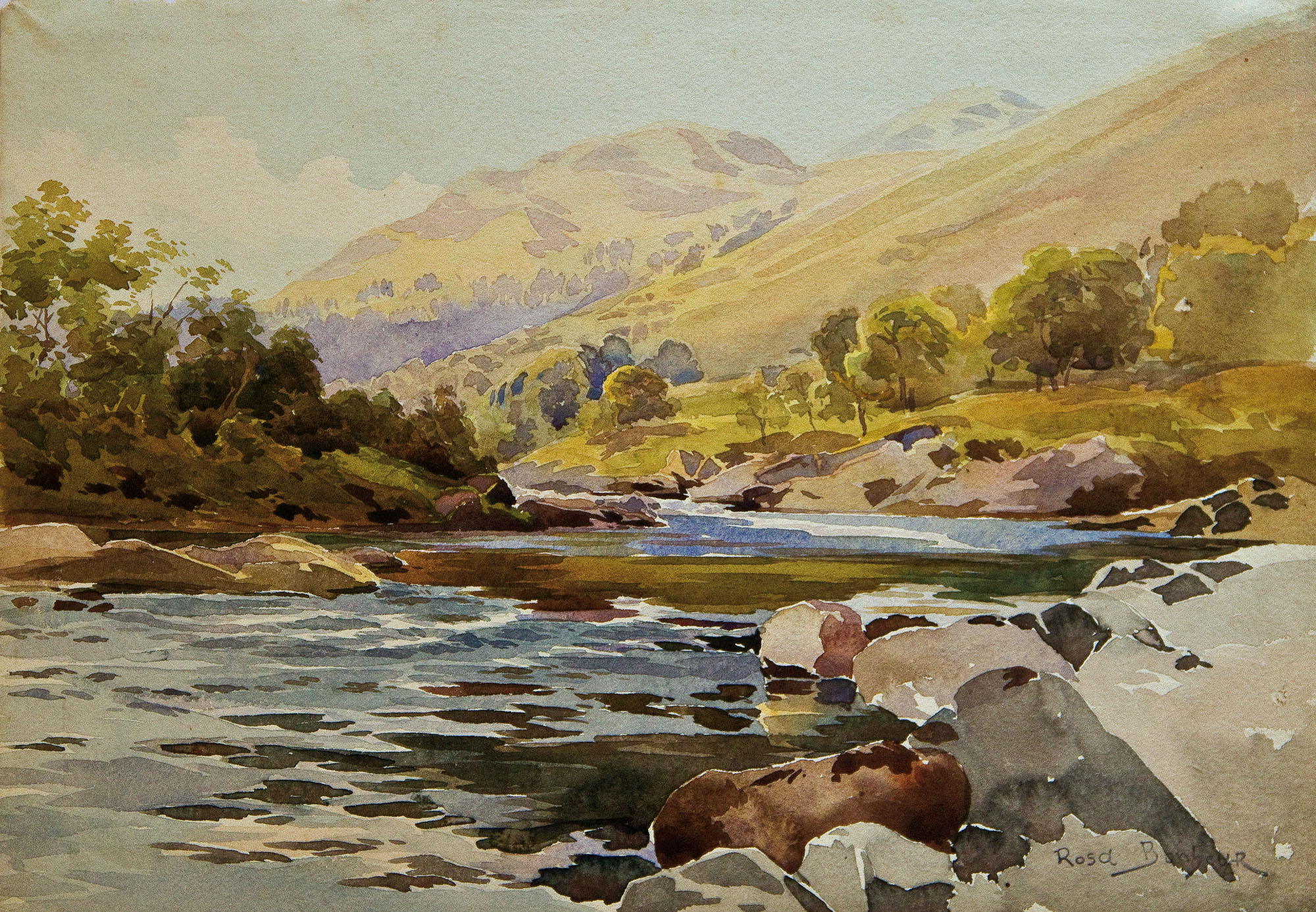
Krajina s řekou (akvarel, 1899)